# Шувица (Дамбовица)
Шувица (рум. Șuvița) насеље је у Румунији у округу Дамбовица у општини Варфури. Oпштина се налази на надморској висини од 378 m.

## Становништво
Према подацима из 2002. године у насељу је живело 474 становника, од којих су сви румунске националности.